# Agathia ochrotypa
Agathia ochrotypa là một loài bướm đêm trong họ Geometridae.